# 중국국제항공
중국국제항공공사(중국어 간체자: 中国国际航空公司 약자 国航, 병음: Zhōngguó Guójì Hángkōng Gōngsī) 또는 에어 차이나(영어: Air China, 홍콩: 0753, 런던: AIRC, 상하이: 601111)는 중화인민공화국의 국영항공사이자 국책항공사로, 베이징 수도 국제공항에 기반을 둔 중화인민공화국 제 1위의 항공사로, 중화인민공화국의 항공사 중 자국기인 오성홍기를 표시한 유일한 항공사이다. 기체의 꼬리날개에서 볼 수 있는 붉은 봉황과 동체에 쓰여진 영어와 중국어는 창립 당시 국가주석이었던 덩샤오핑이 쓰고, 그렸다.

## 역사
중국국제항공은 1988년 7월 1일 설립되었다. 기존의 중국민용항공국(중국민항)은 중화인민공화국 정부의 결정으로 여러 개의 독자적인 이름을 가진 항공회사로 분할되었는데, 그 중 베이징 관리국이 중국국제항공으로 이름이 바뀌었다. 1994년에는 항공 산업 관련 규제가 더 풀려서 공항에 대한 외국 자본 투자가 허용되었고 중화인민공화국 국외에서 생산된 항공기의 수입이 허용되었다. 1996년에 이르기까지 이 나라에는 108개의 공항에 30개의 항공사들이 취항하고 있었다. 2002년 10월 28일 중국국제항공은 중국항공총공사와 중국서남항공을 합병하였다.
2004년에 중화인민공화국 항공산업의 합병의 일환으로, 중국국제항공은 중국민용항공총국의 일부분이던 저장항공을 흡수하였다. 2004년 12월 15일 중국국제항공은 홍콩과 런던의 주식시장에 상장되었다. 중국국제항공은 중국화물항공(51%)과 에어 마카오(51%)의 주식을 가지고 있고, 또한 산동항공의 대부분의 주식을 가지고 있다.
2005년 3월 중국국제항공은 캐세이퍼시픽 항공의 최대 주주인 스와이어 그룹과 협상을 하였다. 협상 내용은 중국국제항공이 캐세이퍼시픽 항공을 인수하고 캐세이퍼시픽 항공이 홍콩 드래곤 항공의 대주주가 되고 반면에 스와이어 그룹은 중국국제항공의 모회사의 최대 주주가 되는 것이었다. 두 항공사는 이에 따라 두 항공사가 예측 가능한 미래에 완전히 합병하지는 않을 것이고 스와이어 그룹이 여전히 캐세이퍼시픽 항공의 최대 주주로 남을 것이라고 발표하였다. 또한 중국국제항공은 2005년 말에 캐세이퍼시픽 항공과 코드셰어 방식으로 협력할 것이며 2005년 하반기에는 캐세이퍼시픽 항공에서 제공하는 마일리지 서비스의 하나인 아시아 마일즈의 파트너가 될 것이라고 설명하였다.
중국국제항공 발족 당시에는 중국민항에서 인수한 소련의 기체가 많았으나, 지금은 주로 보잉과 에어버스의 기체로 이루어져 있다.
2012년 2월 현재 영어: China National Aviation Holding Company (CNAH)가 69%, 일반 투자자가 21%, 캐세이퍼시픽 항공이 10%의 주식을 가지고 있다.

## 운항 노선
- 2017년 12월 현재 중국국제항공은 다음과 같은 노선을 취항하고 있다.

### 코드쉐어 협정
- 중국국제항공은 다음과 같은 항공사에 코드쉐어 협정을 하고 있으며 스타얼라이언스 회원과 코드쉐어를 하고 있으나 일부 원월드 회원사와 항공 동맹 비회원사와 코드쉐어를 하고 있다.[2]

| - LATAM 브라질 - LOT 폴란드 항공 (스타얼라이언스) - TAP 포르투갈 항공 (스타얼라이언스) - 남아프리카 항공 (스타얼라이언스) - 루프트한자 (스타얼라이언스) - 버진 애틀랜틱 (스카이팀) - 산둥 항공 - 선전 항공 (스타얼라이언스) - 스위스 국제항공 (스타얼라이언스) - 스칸디나비아 항공 (스카이팀) | - 싱가포르 항공 (스타얼라이언스) - 아시아나항공 (스타얼라이언스) - 에바 항공 (스타얼라이언스) - 에어 뉴질랜드 (스타얼라이언스) - 에어 돌로미티 - 에어 마카오 - 에어 세르비아 - 에어 캐나다 (스타얼라이언스) - 에티오피아 항공 (스타얼라이언스) - 엘알 이스라엘 항공 | - 오스트리아 항공 (스타얼라이언스) - 유나이티드 항공 (스타얼라이언스) - 유니 항공 - 전일본공수 (스타얼라이언스) - 준야오 항공(스타얼라이언스) - 차이나 익스프레스 항공 - 캐세이퍼시픽 항공 (원월드) - 쿤밍 항공 - 터키항공 (스타얼라이언스) - 티베트 항공 | - 핀에어 (원월드) - 하와이안 항공 |  |

## 보유 기종
- 2024년 8월 기준으로 중국국제항공은 다음과 같은 기종을 보유하고 있으며 평균 기령은 7.4년이다.[3][4]

## 사건 및 사고
- 1989년 12월 16일, 중국국제항공 981편의 보잉 747-200BM기가 베이징-상하이-샌프란시스코-뉴욕 노선을 비행하던 중 납치되었다. 납치범의 목적지는 김포국제공항이었지만 대한민국 당국이 착륙 허가를 거부하자 이 항공기는 후쿠오카에 착륙했다. 납치범은 항공기 밖으로 밀려나 부상을 입고 일본 당국에 체포됐다. 나머지 승객과 승무원들은 무사했고, 항공기는 이날 오후 베이징으로 돌아왔다.
- 1993년 8월 10일, 중국국제항공 973편 보잉 767기가 베이징에서 자카르타로 가는 도중 이륙한 후 납치되었다. 30세의 한 중국인 남성이 대만으로 날아갈 것을 요구하는 손편지를 승무원에게 건네주었다. 그는 대만으로 날아가지 않는 한 자신의 '만족'이 항공기를 파괴할 것이라고 위협했다. 염산과 질산 혼합물이 든 샴푸병을 들고 다니던 그는 자신의 요구가 지켜지지 않는 한 이 산으로 인근 승객들을 망가뜨리겠다고 위협하여, 항공기는 타이완 타오위안 국제공항으로 날아가 납치범이 투항했다.
- 1998년 10월 10일, 베이징-쿤밍-양곤 노선을 운항하던 중국국제항공 905편의 보잉 737-300기가 타이베이로 가는 조종사에게 납치되었다. 조종사 부부는 대만 당국에 체포되었다. 승객들과 승무원들은 다치지 않았고, 비행기는 그날 늦게 중국 본토로 돌아왔다. 이 사건은 중국민용항공총국의 대만행 마지막 납치 사건이었다.
- 2001년 9월 11일, 베이징에서 LA로 가던 중국국제항공 985편 보잉 747-400 항공기가 통신 문제로 인해 미국으로부터 호위를 받아 밴쿠버에 비상 착륙했다.
- 2002년 4월 15일, 김해국제공항에 착륙하려던 중국국제항공 129편(보잉 767-200ER)은 18R 활주로에 착륙하기 위해 선회 착륙을 시도한다. 하지만 시정이 좋지 않았던 당시 기상 상황에 의해 선회 지점을 지나쳐 인근 경상남도 김해시 지내동 동원아파트 뒤편에 있는 돗대산(해발 380m)에 충돌했고, 탑승객 167명 중 128명이 사망한 사고로 기록되었다.[14] 이 사고는 중국국제항공 최초의 사고였으며, 기장이 생존하였다는 특징이 있다. 사고 이후 보상 문제로 법정 공방이 일어났으며, 대법원까지 가서야 해결되었고 중국국제항공 측의 나몰라라 반응 때문에 해결이 늦어졌다.
- 2020년 9월 23일, 푸저우에서 청두로 가는 중국국제항공 4230편의 기내 화장실에서 한 남성의 시신이 발견되어 창사에 비상 착륙했다.[15]

## 같이 보기
- 중국국제항공 카고
- 중국국제항공 내몽골
- 베이징 항공
- 다롄 항공

## 사진

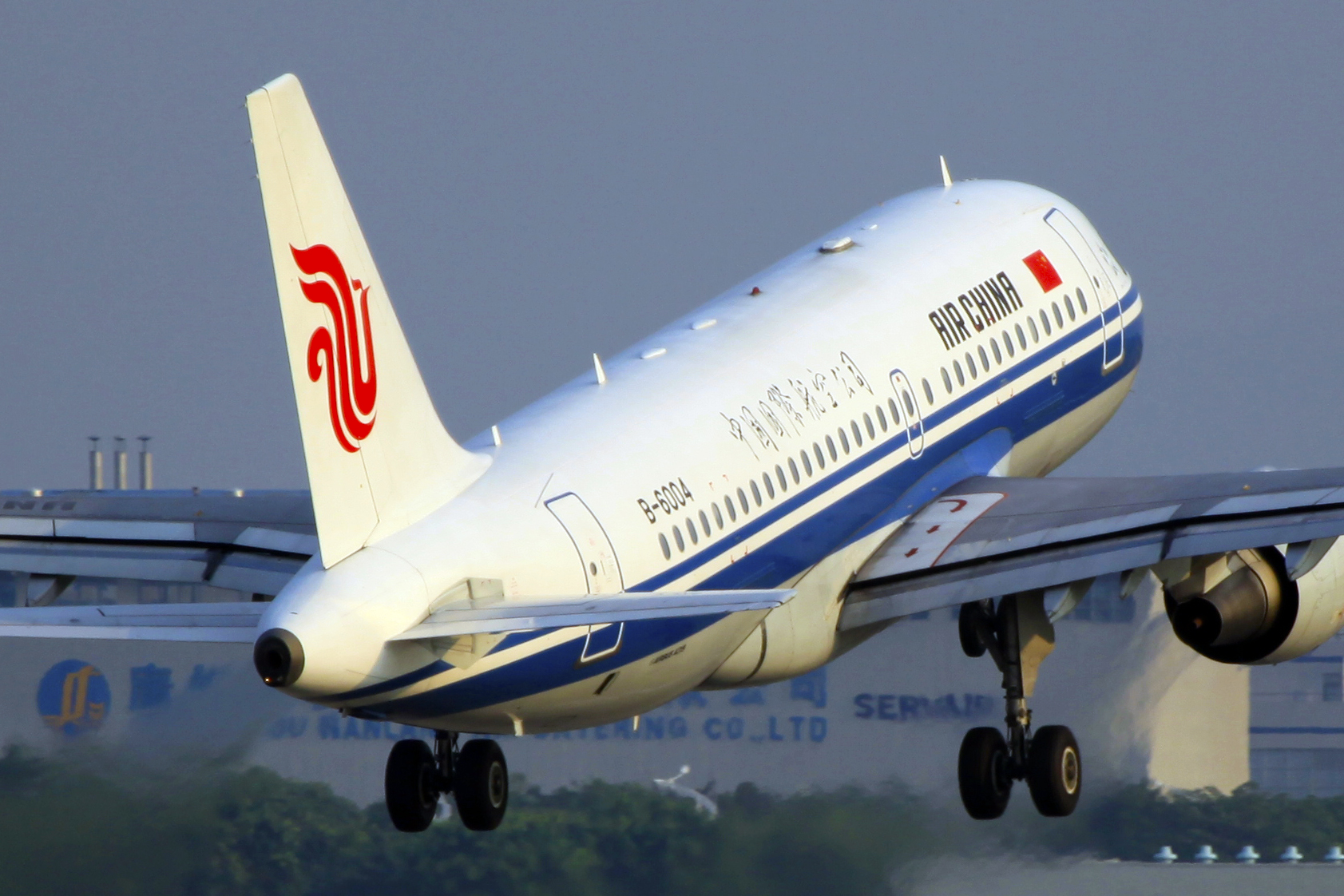
중국국제항공의 에어버스 A319-100
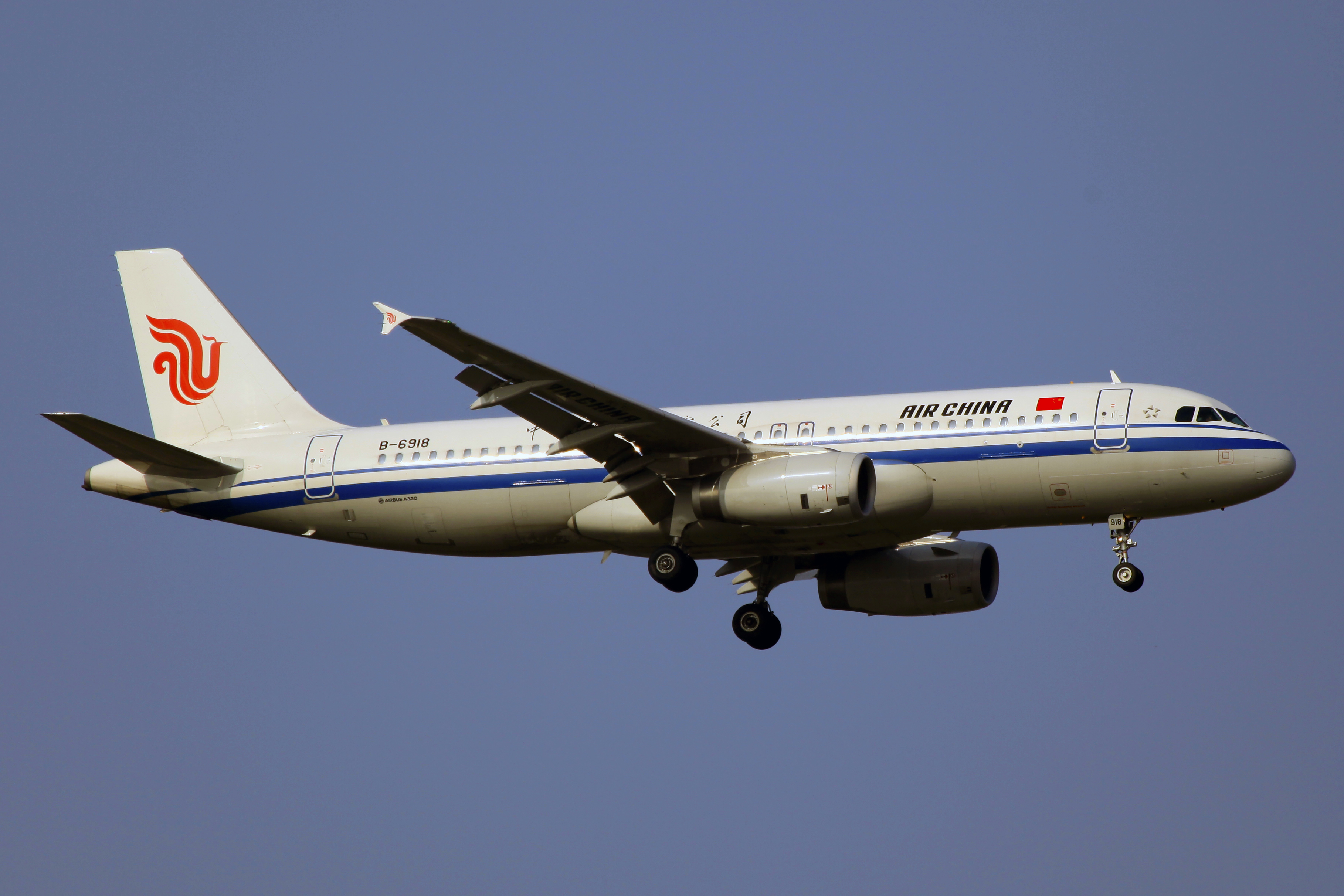
중국국제항공의 에어버스 A320-200
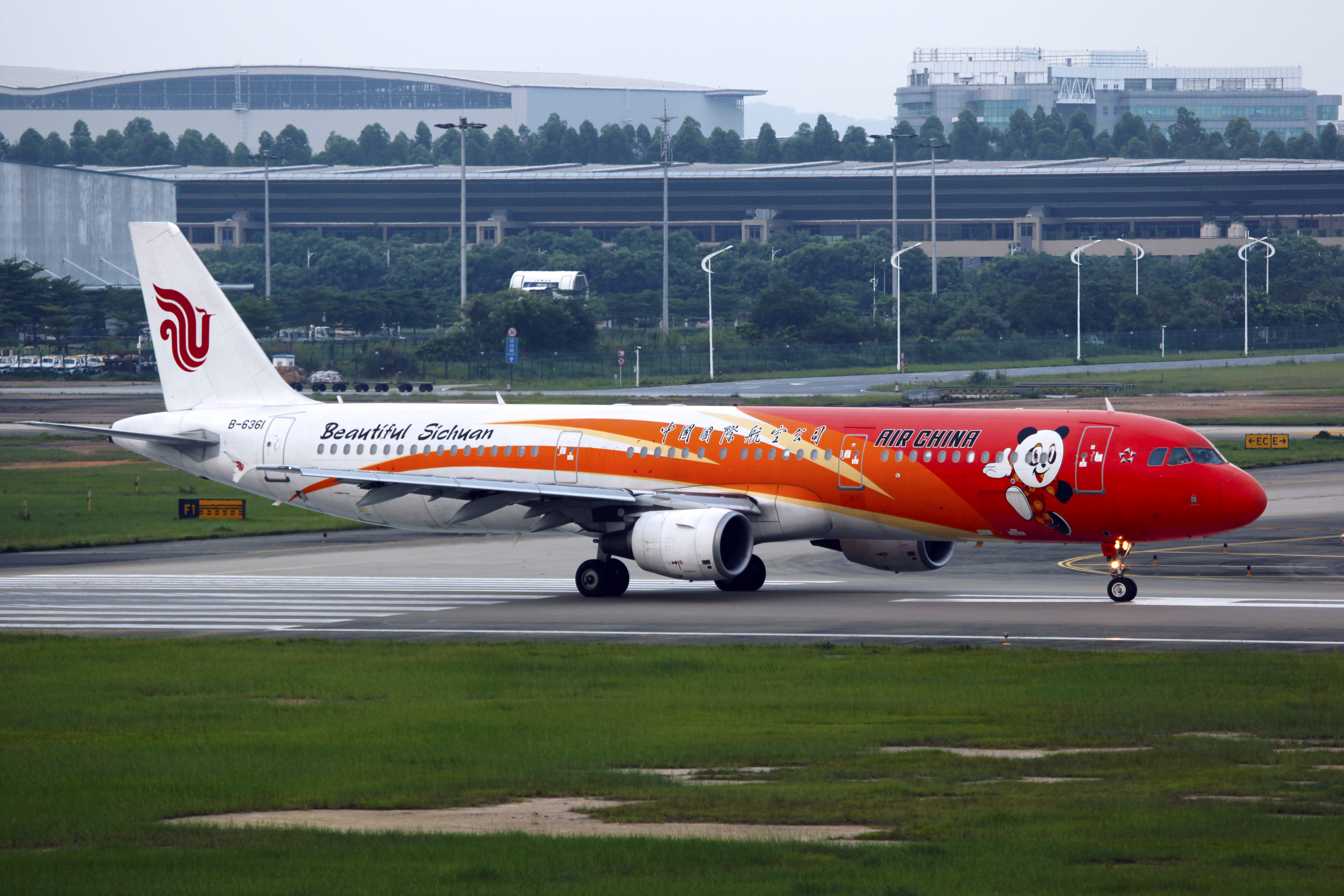
중국국제항공의 에어버스 A321-200
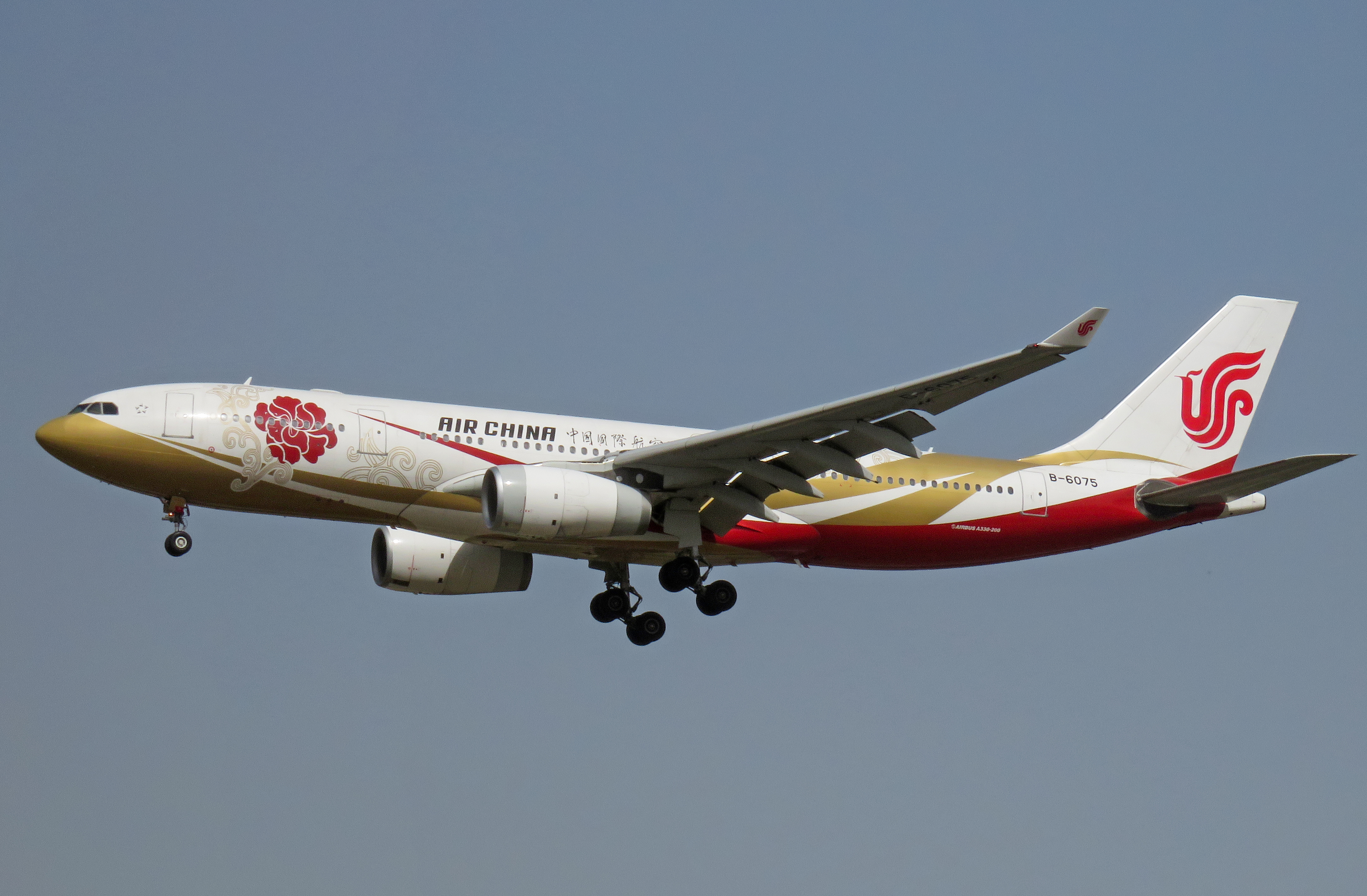
2008년 하계 올림픽 도장을 적용한 중국국제항공의 에어버스 A330-200
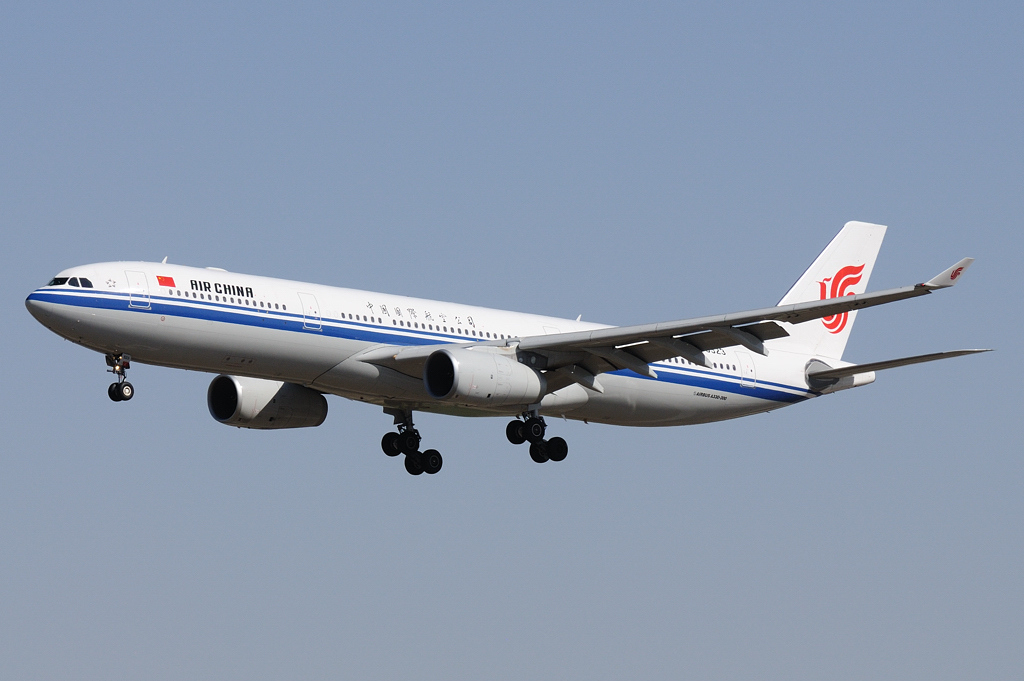
중국국제항공의 에어버스 A330-300
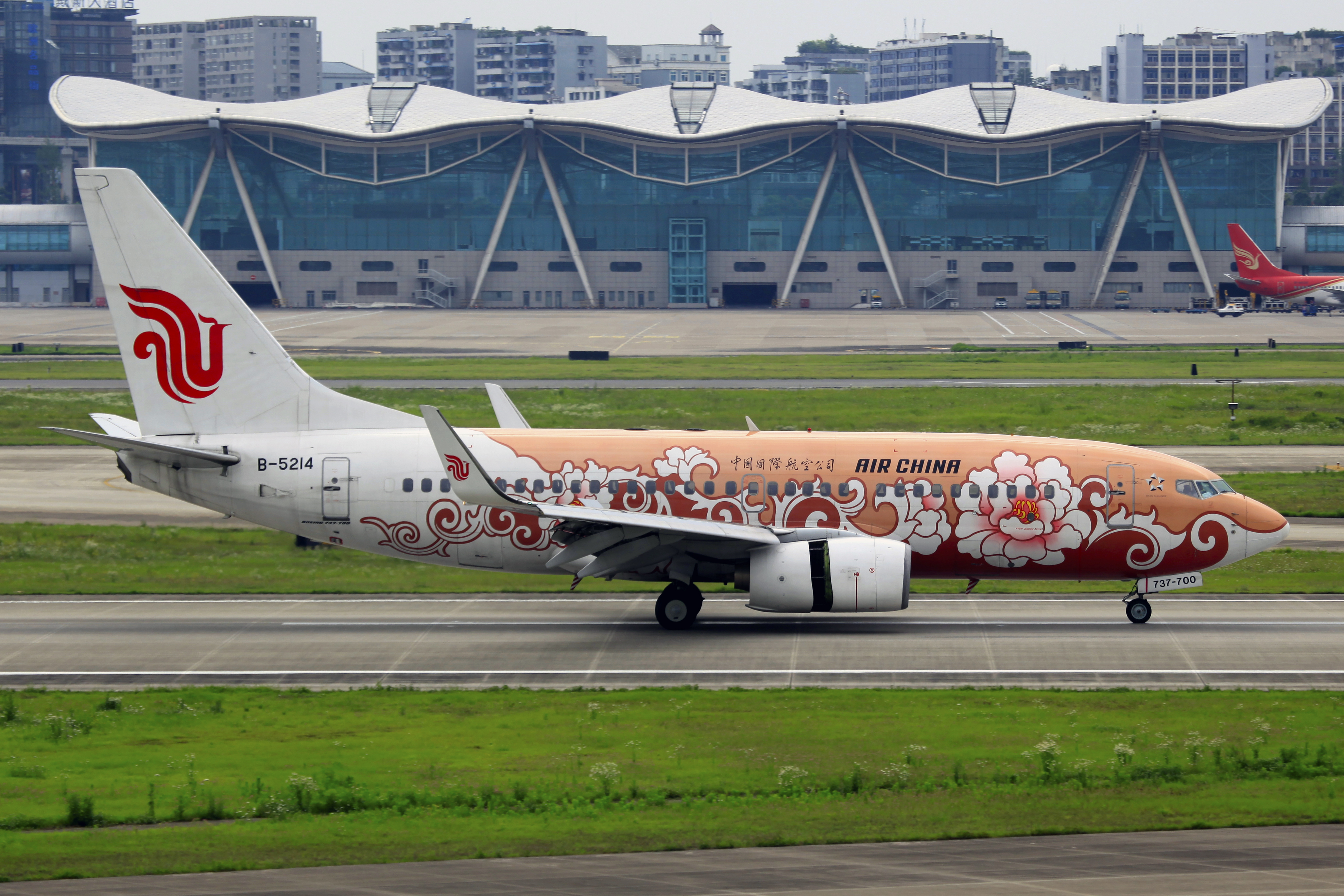
중국국제항공의 보잉 737-700
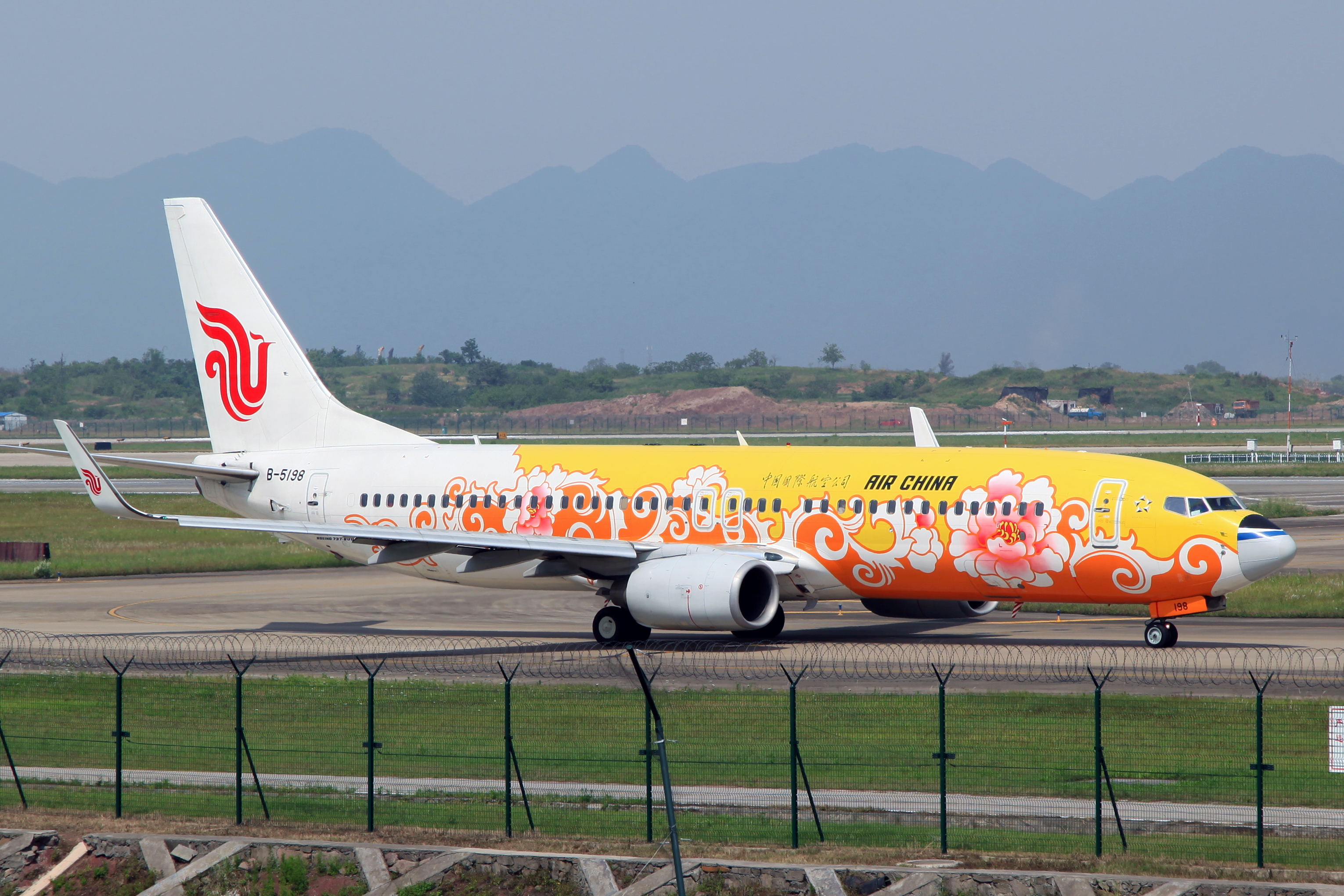
중국국제항공의 보잉 737-800
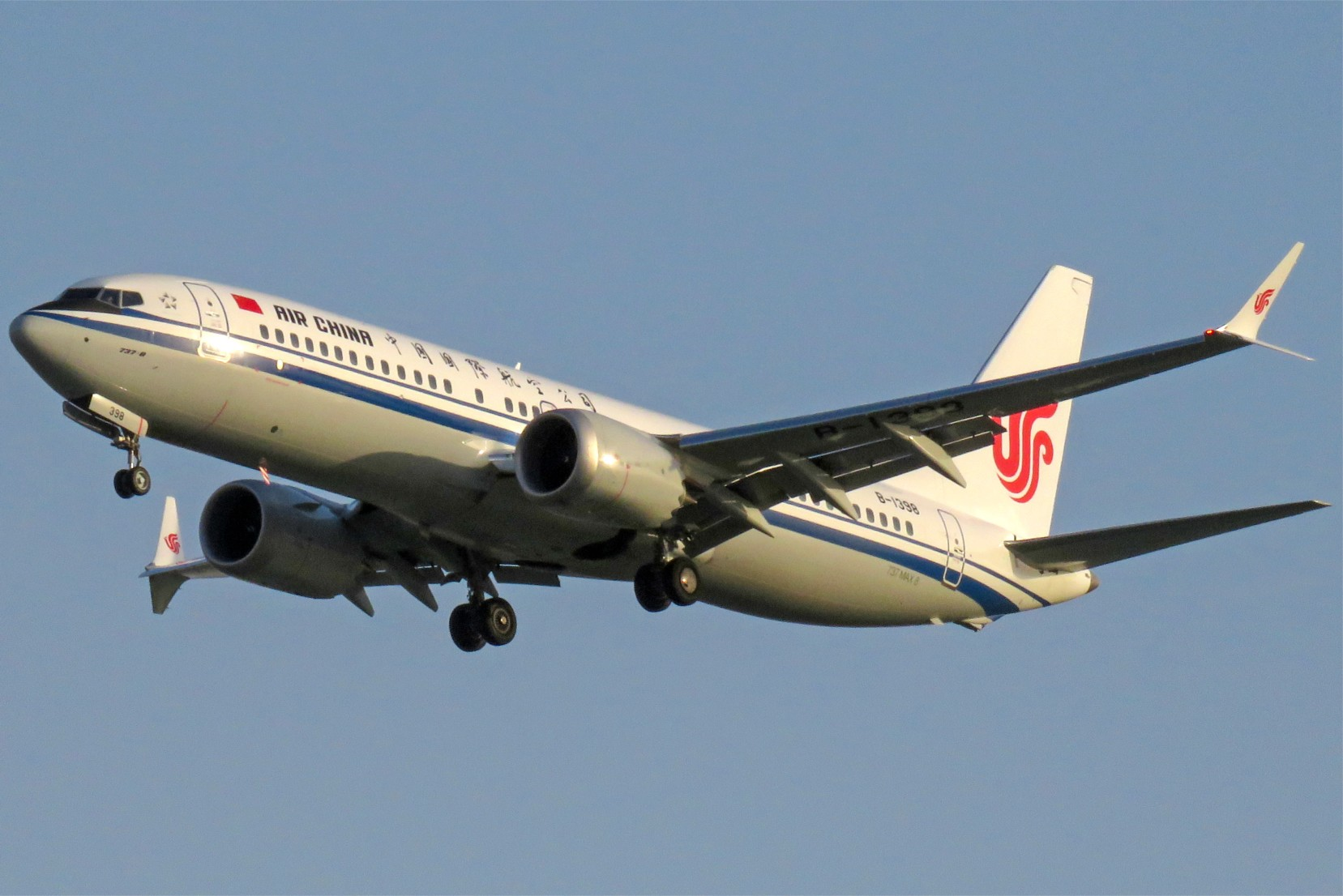
중국국제항공의 보잉 737 MAX 8
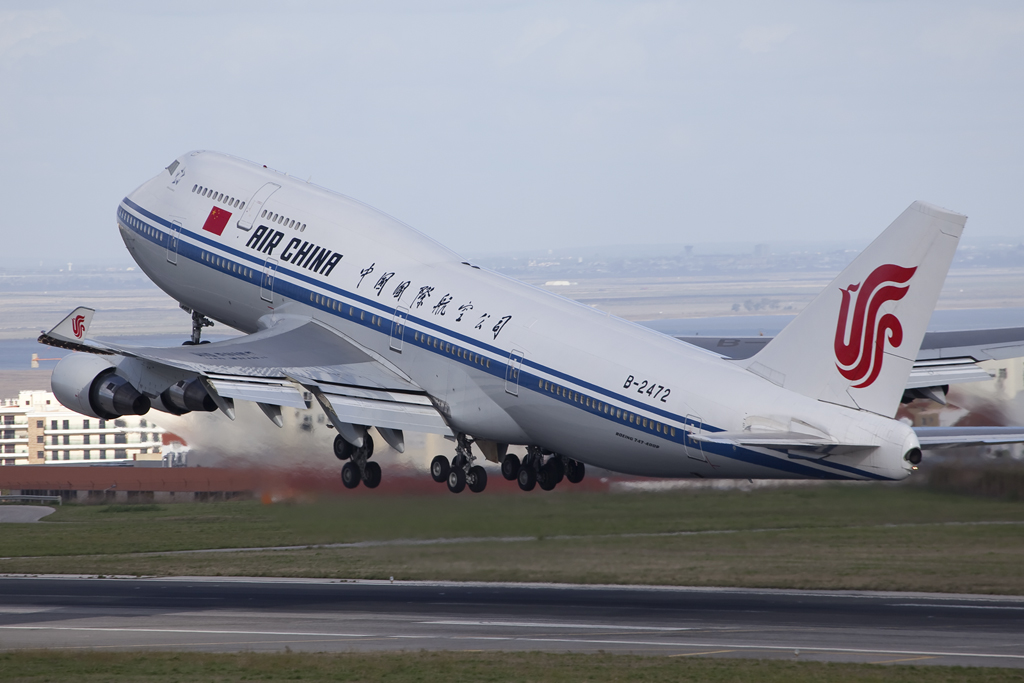
중국국제항공의 보잉 747-400
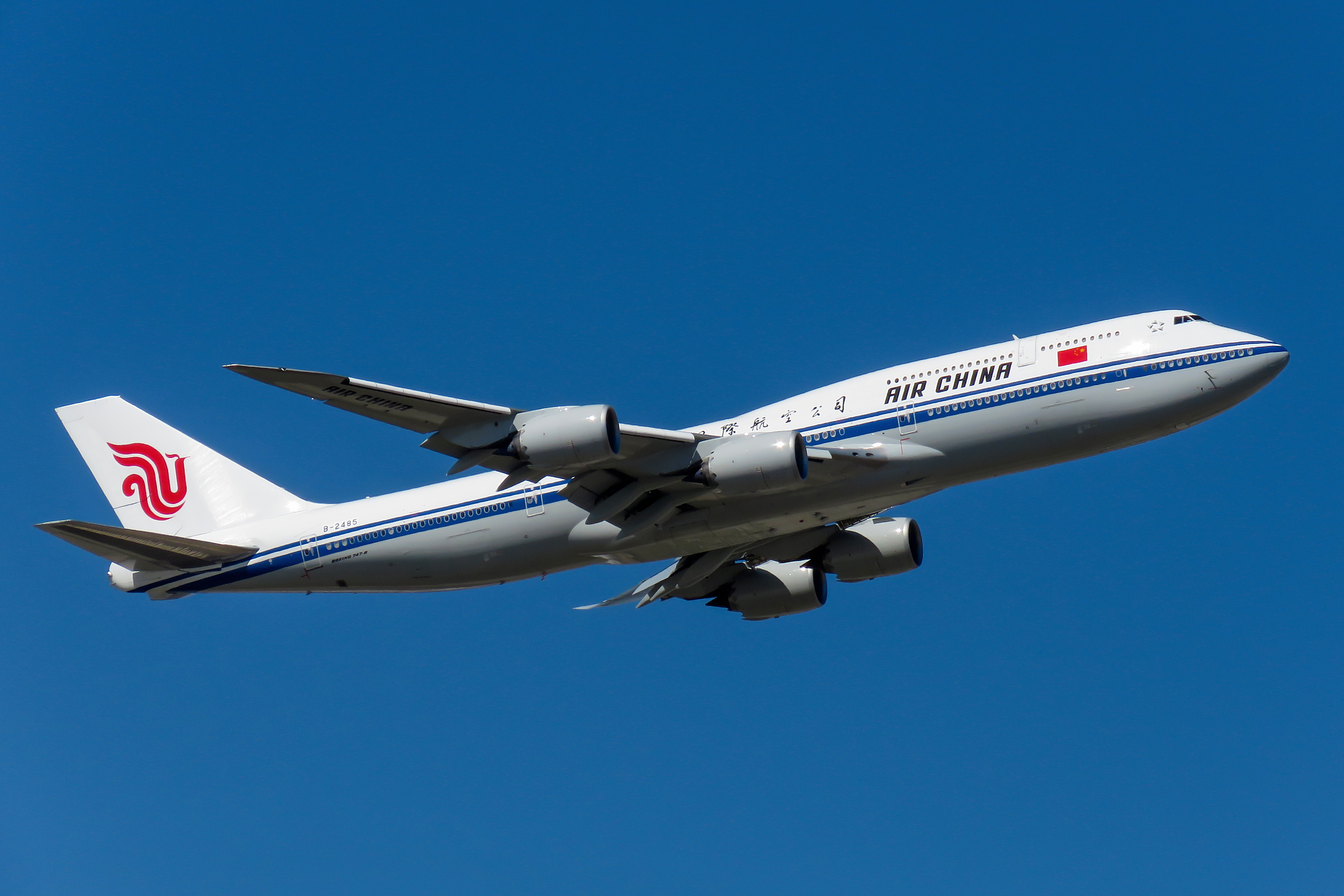
중국국제항공의 보잉 747-8I
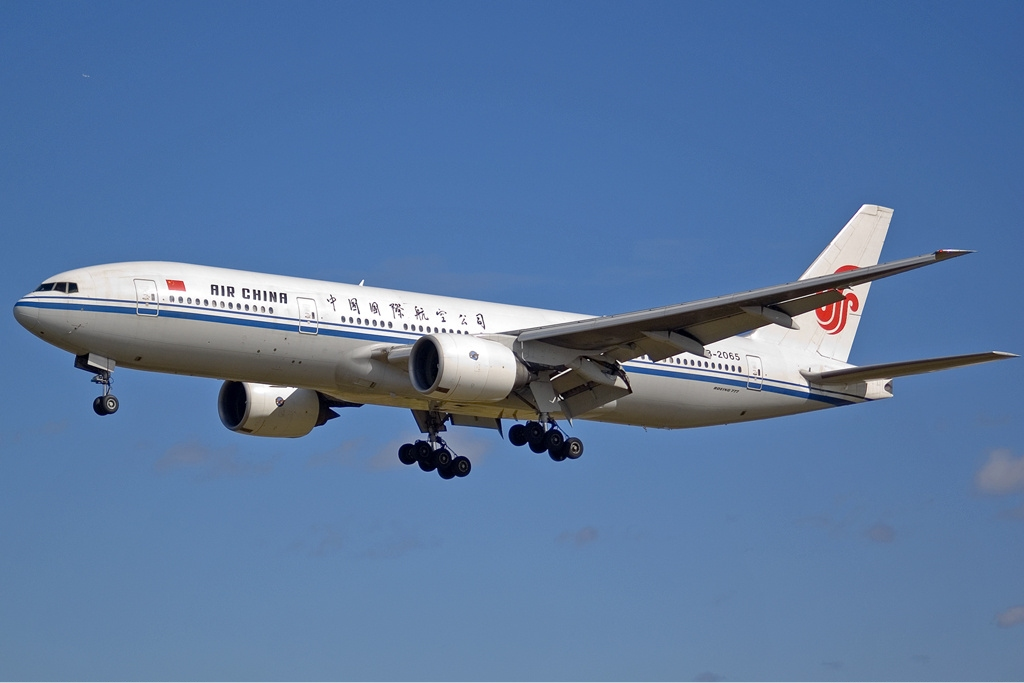
중국국제항공의 보잉 777-200
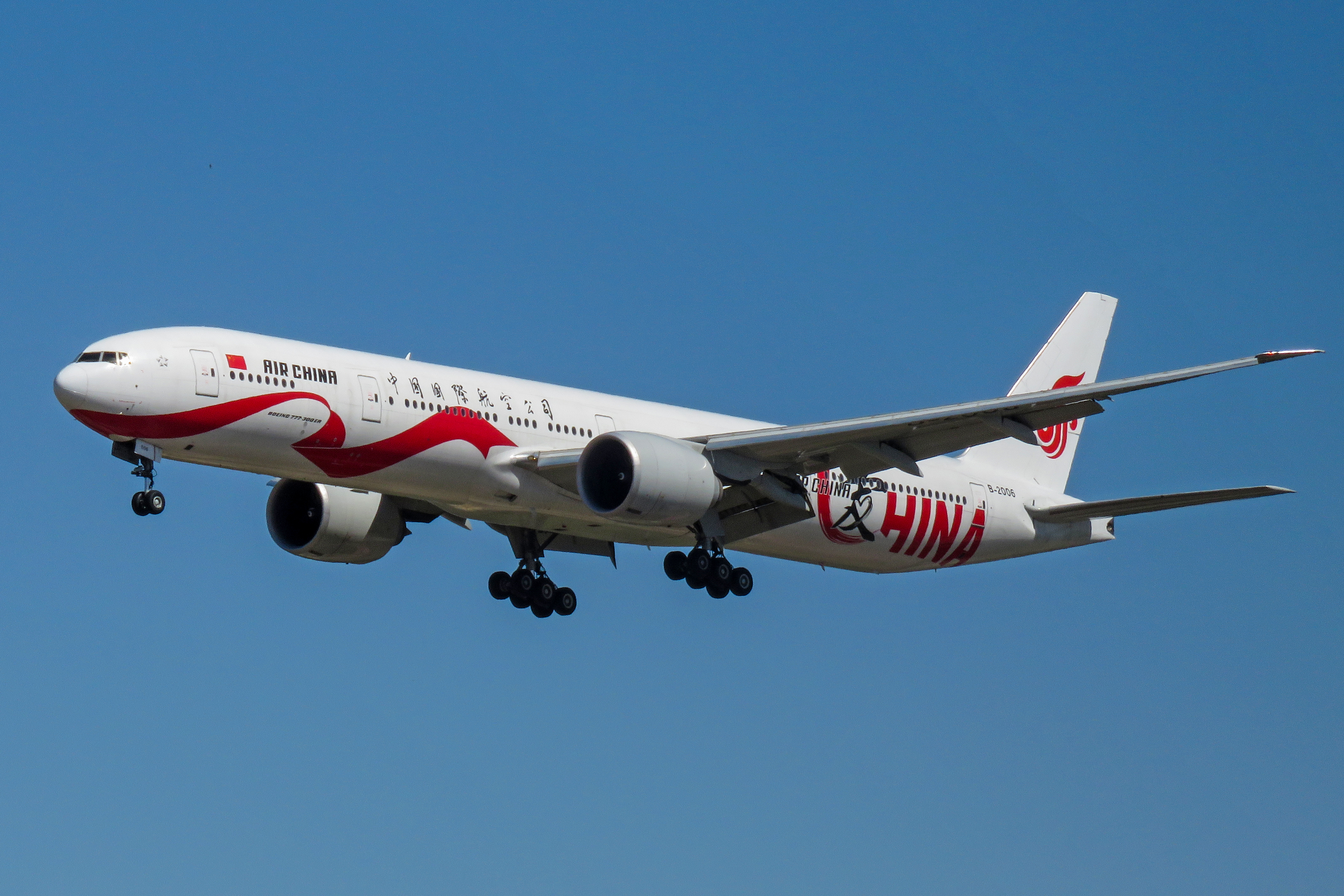
중국국제항공의 보잉 777-300ER
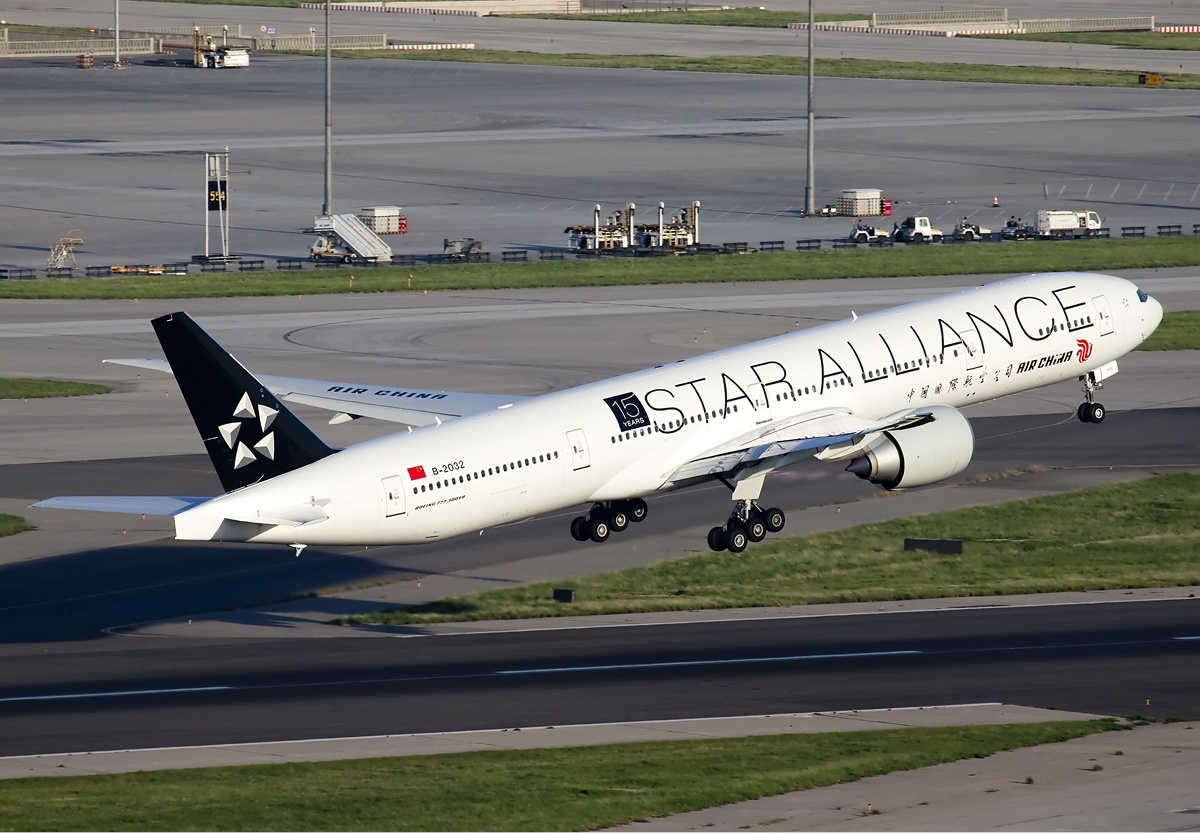
스타얼라이언스 도장을 적용한 중국국제항공의 보잉 777-300ER
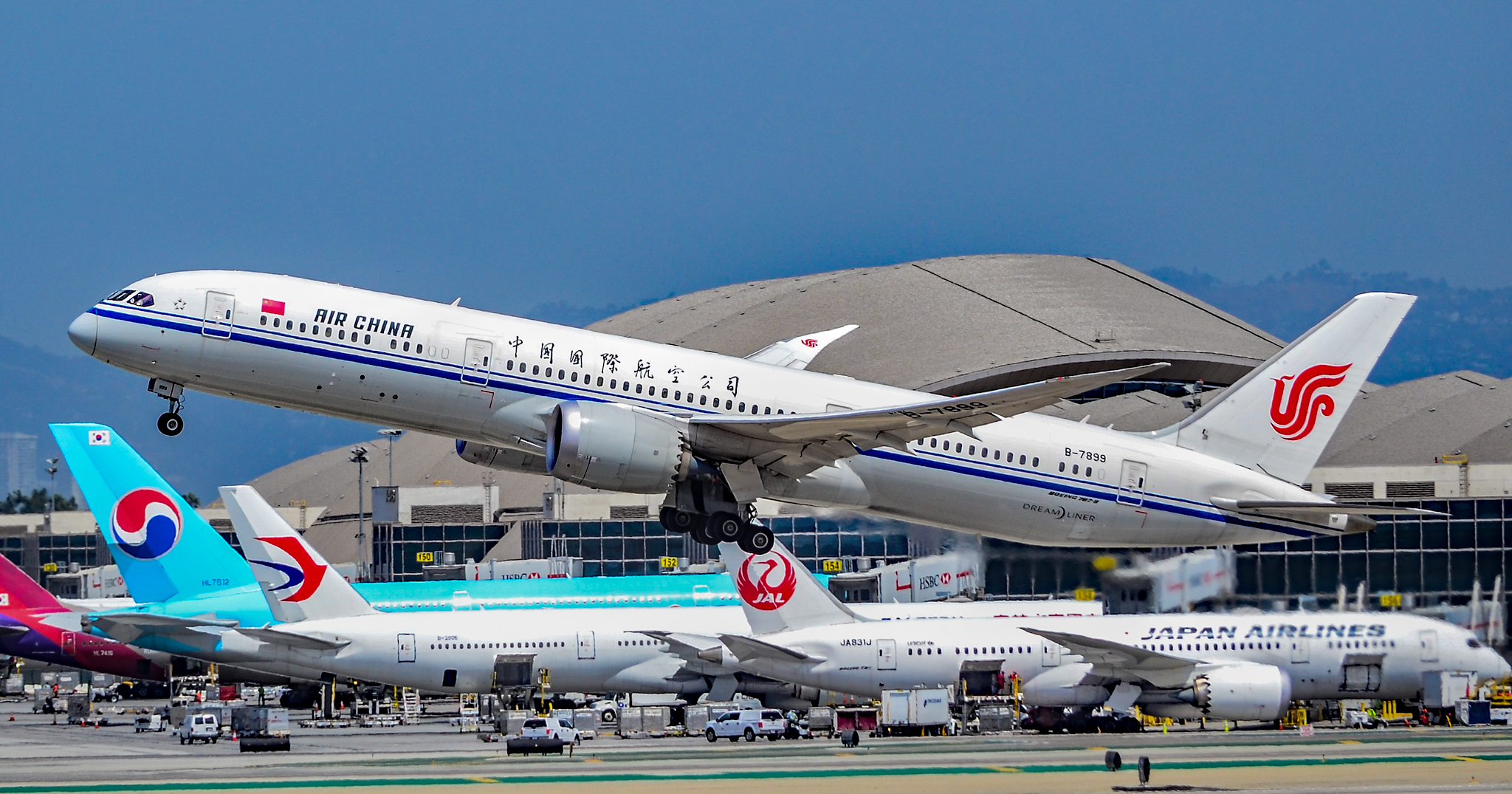
중국국제항공의 보잉 787-9